# List Hanusi (Tetmajer)

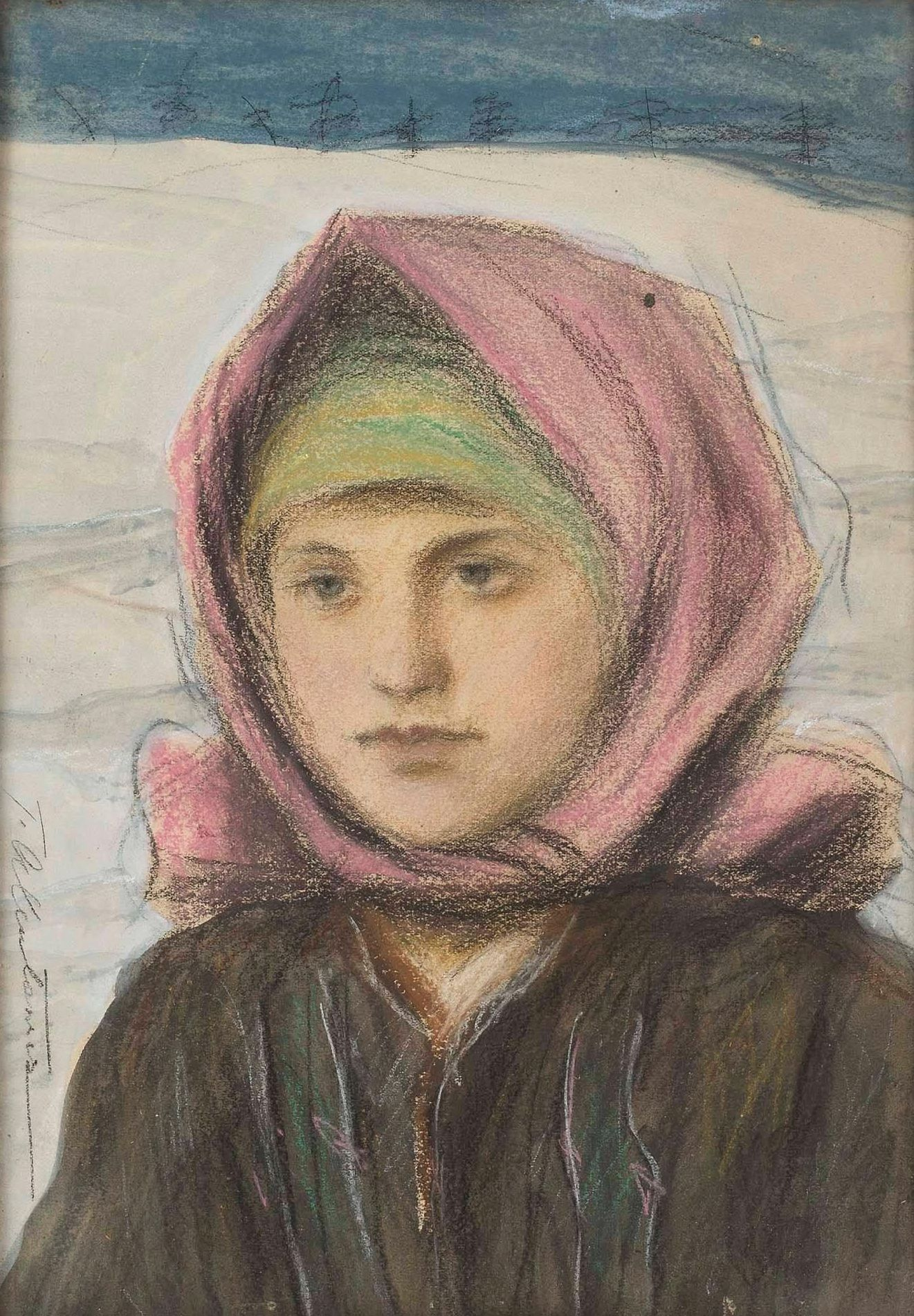
Teodor Axentowicz, Góralka

List Hanusi – wiersz młodopolskiego poety Kazimierza Przerwy-Tetmajera, opublikowany w tomiku Poezje. Seria druga, wydanym w 1894. Cechą charakterystyczną tego liryku jest to, że został on napisany nie standardowym językiem literackim, ale gwarą podhalańską. Utwór został ułożony oktawą, czyli strofą ośmiowersową pochodzenia włoskiego rymowaną abababcc, złożoną z wersów jedenastozgłoskowych.
Kochany Jerzy mój! Pisę tu stela
ten list do tobie, a pisęcy płacę.
Świat mię calućki nic nie uwesela,
kie w lesie pasę, hnet krowy potracę,
bo syćko myślę, kielo nas ozdziela
kraju i cy cię tyz jesce zobacę?
Kiebyś ty wiedział, jakoś mię zasmucił,
mój złociusieńki, to byś się haw wrócił.